# 拉特曼斯多夫
拉特曼斯多夫（德語：Rathmannsdorf）是德国萨克森州的一个市镇，隶属于萨克森施韦茨-东厄尔士山县。总面积为4.39平方千米，截至2020年总人口为900人。